# Гвинейский креольский язык
Гвинейский креольский язык (креольский язык Гвинеи-Бисау, криол; Kriol, Kiriol; crioulo da Guiné, Guinea-Bissau Creole) — креольский язык, на котором говорят в Гвинее-Бисау, а также в Сенегале (города Бигнона, Колда, Зигиншор), Гамбии и США. Включает диалекты бафата, бисау-болама, качеу-зигинчор.